# Opština Karpoš
Die Opština Karpoš (mazedonisch Општина Карпош; albanisch Komuna e Karposhit) ist eine der zehn Opštini der nordmazedonischen Hauptstadt Skopje. Sie liegt in der westlichen Innenstadt. Der Bezirk hatte laut der letzten Volkszählung vom Jahr 2021 63.760 Einwohner. Davon waren 51.609 Mazedonier, 2.324 Albaner, 1.635 Serben, 992 andere, 600 Roma, 483 Aromunen, 443 Türken, 75 undeklariert, 59 unbekannt und 5.348 Personen wurden von den Gemeinderegistern gezählt, deren ethnische Zugehörigkeit unbekannt war.